# Swezeyia typhon
Swezeyia typhon är en insektsart som beskrevs av Ronald Gordon Fennah 1956. Swezeyia typhon ingår i släktet Swezeyia och familjen Derbidae. Inga underarter finns listade i Catalogue of Life.